# Sadik Fofana
Sadik Fofana (* 16. Mai 2003 in Aachen) ist ein togoisch-deutscher Fußballspieler. Der Innenverteidiger steht beim Grazer AK unter Vertrag.

## Karriere
Fofana begann das Fußballspielen beim Kohlscheider BC aus Herzogenrath. Daraufhin wechselte er zur Sportvereinigung Straß, wo er weitere Jugendmannschaften durchlief. 2018 schloss er sich schließlich Alemannia Aachen an. Dort kam er in der Saison 2019/20 regelmäßig in der B-Junioren-Bundesliga zum Einsatz, jedoch war er dort zumeist noch als zentraler Mittelfeldspieler gesetzt. Nach der Saison, in der er auch drei Tore erzielte, schloss er sich der A-Jugend von Bayer 04 Leverkusen an. Dort kam er in der aufgrund der COVID-19-Pandemie stark verkürzten Saison 2020/21 in allen vier Spielen der A-Junioren-Bundesliga zum Einsatz. In der Saison 2021/22 konnte er sich schließlich in der Innenverteidigung der Leverkusener U19 etablieren, diese teilweise sogar als Kapitän anführen und wurde teilweise schon in den Kader der Profimannschaft berufen. So stand er erstmals am 7. August 2021 beim 3:0-Sieg gegen Lokomotive Leipzig in der 1. Runde des DFB-Pokals im Kader der Mannschaft, in der Bundesliga erstmals am 8. Januar 2022 beim 2:2-Unentschieden gegen Union Berlin. Er kam in der Saison jedoch zu keinem Profieinsatz.
Während der Sommerpause 2022 erhielt Fofana schließlich einen Profivertrag bis 2025 bei Bayer 04 Leverkusen. Gleichzeitig wurde verkündet, dass er bis 2024 auf Leihbasis für den 1. FC Nürnberg spielen würde. Beim 1. FC Nürnberg war Fofana von Beginn an Teil der Profimannschaft in der 2. Bundesliga. Während er am 1. Spieltag bei der 2:3-Niederlage gegen den FC St. Pauli noch nicht zum Einsatz kam, debütierte er schließlich am 23. Juli 2022 beim 2:0-Sieg gegen Greuther Fürth, als er in der 77. Spielminute für Johannes Geis eingewechselt wurde. Auch in den folgenden Partien kam Fofana zu Kurzeinsätzen als Einwechselspieler, daneben kam er auch in der zweiten Mannschaft in der Regionalliga Bayern zum Einsatz.
In der Sommerpause 2023 gab der 1. FC Nürnberg bekannt, die Leihe mit Fofana zum 30. Juni 2023 zu beenden. Wie schon zuvor bei Gustavo Puerta machte die Werkself von ihrem vertraglich festgelegten Rückholrecht Gebrauch. Für die Saison 2023/24 folgte eine weitere Leihe zu Fortuna Sittard. Dort kam er zu elf Einsätzen in der Eredivisie.
Zur Saison 2024/25 kehrte Fofana nach Leverkusen zurück, wo er aber keine Rolle spielte und es bis zur Winterpause nie in den Spieltagskader schaffte. Er galt als Local Player im Kader, da er ab 2020 in der Jugend von Bayer 04 ausgebildet worden war. Seit seiner Leihrückkehr trainierte er aber nur gemeinsam mit der U-19-Mannschaft des Vereins. Im Januar 2025 verließ er Bayer daraufhin endgültig und wechselte zum österreichischen Bundesligisten Grazer AK, bei dem er einen bis 2027 laufenden Vertrag erhielt.